# Eduardo Martínez Solares
Eduardo Martinez Solares (nacido en la Ciudad de México fue un  fotógrafo mexicano que se dedicaba al cine y a la publicidad. Conocido por sus amigos como Lalo, estudió Secuential Program in Motion Picture and Television Art & Sciences en  UCLA, también cuenta con estudios en Techniques and Issues of Contemporary Cinematographer en Panavision entre otros estudios.
Participó en cientos de comerciales como Director de Fotografía durante más de 25 años con Productores como Angélica de León, Cristopher ¨Choke¨ Correa, Juan Taylor, Daniel Echegollén entre otros, con más de 15 años de experiencia en Cine, habiendo fotografiado varias películas entre ellas Cristiada , Malos Hábitos entre otras.
Trabajó también con directores de la talla de Alejandro Gonzalez Iñarritu, Guillermo Arriaga, Luis Mandoki entre otros, gustaba de innovar en cada proyecto nutriendo la idea creativa desde el lente óptico.

## Filmografía

### Como director de fotografía
- La mestiza (1991)
- Todo el Poder (2000)
- El callejón de los cholos (2002)
- Malos Habitos (2007)
- Sin Ella (2010)
- Cristiada (2012)

## Premios
- Dos veces Ganador en London International Film Festivals
- Ganador Ojo de Iberoamerica (2014)
- Ganador en el Circulo Creativo (1994-2013)
- Ganador en Clio Awards Por Lego Spot